# Cercopithecus ascanius
El cercopiteco de cola roja (Cercopithecus ascanius) es una especie de primate catarrino de la familia Cercopithecidae ampliamente distribuido por los países del África central.
Habita en las selvas lluviosas de tierras bajas, bosques pantanosos, bosques secos, bosques montañosos y árboles altos en las plantaciones. Se le documenta hasta los 2000 metros de elevación.
La longitud de la cabeza y el cuerpo mide de 32 a 62 cm. La cola mide de 53 a 89 cm. El peso es de 3.3 a 4.8 kg. Se mantiene en grupos de 7 a 35 individuos.
En la alimentación se incluyen frutas, hojas, flores, savia e invertebrados. En ciertos casos después que se come alguna fruta de pulpa pegajosa se le ha visto limpiarse las manos o los dedos en la corteza de los árboles o en hojas. Cuando come algunas frutas escupe las semillas limpias de pulpa, de esta forma ayudando a propagar a las plantas que le dan de comer.
Se le ha visto, en ciertos casos a los jóvenes jugando, en compañía del cercopiteco azul (Cercopithecus mitis). En la naturaleza se documentan híbridos de estas dos especies (cercopiteco de cola roja y cercopiteco azul).